# Paleoictiología
La Paleoictiología es la ciencia perteneciente a la Paleontología que se ocupa del estudio de los peces fósiles.

## Características
La Paleoictiología estudia el color, la forma, el tamaño, la biología, y las funciones que desempeñaban en el ecosistema al que pertenecían los peces fósiles. De dicho estudio se ocupan los paleoictiólogos.
Los primeros datos de peces datan de hace 450 millones de años, aproximadamente, aunque se sabe que los ancestros de dichos peces ya poblaban los mares varios millones de años atrás. Numerosos especímenes de aquellos tiempos están ya extintos, otros aún perviven al día de hoy, como los tiburones o las mantarrayas.[cita requerida]

## Muestras
Para determinar a qué pez o especie pertenece un esqueleto o un número de restos óseos, debemos compararlo con otros ya existentes a fin de encontrar similitudes entre ellos; ya que es bastante frecuente no disponer del esqueleto completo. Las comparaciones más comunes suelen realizarse entre huesos craneales o pertenecientes a las extremidades caudales.
Normalmente, los fósiles de peces se encuentran insertos en rocas (calizas, areniscas, ...), que a su vez serán distintas según la zona geológica donde se encuentren. En numerosas ocasiones, los fósiles se encuentran totalmente cubiertos por sedimentos, por lo que es necesario una limpieza y una preparación para su posterior análisis y estudio. Estos procesos se llevan a cabo de forma mecánica. Esto quiere decir que su exploración se realiza de forma manual, con herramientas tales como pinceles, cinceles, agujas de disección y martillos. También es común utilizar métodos químicos (ácido fórmico o ácido acético en bajas concentraciones), como es el caso de los fósiles encontrados en rocas calizas. En estos casos se debe ser cuidadoso de no deteriorar la muestra y asegurarse de limpiar bien el ejemplar con agua caliente al finalizar el tratamiento químico. También en rocas calizas se puede utilizar resina cristal, si una parte del fósil está expuesta al exterior, a fin de preservar esa zona.

## Desarrollo del estudio: Taxonomía
Cuando el ejemplar está preparado para su estudio, se observa la muestra mediante el uso de una lupa estereoscópica o también llamada microscopio estereoscópico, en busca de caracteres de sinapomorfia o apomorfia ( compartidos con otros especímenes o individuales, respectivamente).
Cada muestra de estudio se identifica y describe mediante imágenes fotográficas, numeración y/o ilustraciones a mano para su posterior estudio y comparación con otros taxones. Este proceso forma parte de la taxonomía, ciencia que estudia los parentescos de filogenética en los seres vivos. En este caso se realizan análisis filogenéticos de los que se obtendrán los posteriores cladogramas o árboles de parentesco.

## Clasificación
Una forma de clasificar estos fósiles es mediante la identificación de sus escamas; en función de su forma podemos distinguir:
- Placoides o placoideas: o también llamadas dentículos dérmicos, son las escamas correspondientes a los peces cartilaginosos, como las mantarrayas (Manta birostris), los peces-sierra (Pristidae), o los tiburones (familia Selachimorpha).
- Ganoides o ganoideas: de forma romboidea, este tipo de escamas están compuestas por dos zonas: una exterior brillante no osificada y una interior osificada. Los peces en los que podemos encontrar estas escamas son los esturiones (Acipenseridae), pez espátula (Polyodon spathula), o el Pejelagarto (Lepisosteus osseus).
- Ctenoides o ctenoideas: quizá las que tienen la forma más curiosa, con una zona compuesta por placas verticales en serie en forma de "peineta", y otra zona redondeada con minúsculos pinchos. Son típicas de los peces perciformes como el besugo (Pagellus bogaraveo), la breca (Pagellus erythrinus), o la dorada (Sparus aurata).
- Cicloides o cicloideas: de forma redondeada con dibujos de anillos concéntricos, son el tipo de escamas más común, ya que forman parte del grupo mayoritario de los peces teleósteos. La sardina común (Sardina pilchardus), el salmón (familia Salmonidae), o la carpa (Cyprinus carpio) forman parte del mismo.
- Cosmoideas: escamas gruesas con esmalte y dentina dotadas de hueso laminar esponjoso. Un ejemplo de pez con este tipo de escamas es el celacanto (pez de aletas lobuladas) o los dipnoos, del que es un ejemplo el pez pulmonado de Queensland (Neoceratodus forsteri), en Australia.

## Desarrollo del estudio: Geología
La obtención de muestras geológicas también es importante en este tipo de estudios. Los litos (rocas) o la edafología (estudio de los suelos) pueden aportar mucha información de las muestras obtenidas. Mediante el estudio de las características geoquímicas de las rocas encontradas, pueden obtenerse datos de salinidad, composición, u oxigenación de las mismas. A su vez, se pueden hacer, igual que con las muestras óseas, una comparativa de estas muestras geológicas con otras de diversos yacimientos arqueológicos a fin de encontrar posibles similitudes entre zonas geográficas.

## Localizaciones emblemáticas en Centroamérica
En México existen diversos yacimientos de fósiles, en su mayoría, del período Cretácico en los que se encontraron peces, reptiles, insectos y algún espécimen vegetal. Muchas de las especies aquí encontradas han sido descubiertas por primera vez.
- La cantera de Tlayúa en Tepexi de Rodríguez, Puebla, es la más significativa debido a su gran variedad y grado de conservación de los fósiles. Período Albiano.
- La cantera de Muhi de Zimapán, Hidalgo. Período Albiano - Cenomaniense.
- La cantera de Vallecillo, Nuevo León. Período Turoniano temprano.
- La cantera de Múzquiz, Coahuila de Zaragoza. Período Turoniano.
- La cantera de El Chango, Ocozocoautla de Espinosa, Chiapas. Período Cenomaniano.

- La cantera de El Espinal, La Concordia, Chiapas. Período Cenomaniano.